# Lepidophyma tarascae
Lepidophyma tarascae là một loài thằn lằn trong họ Xantusiidae. Loài này được Bezy, Webb & Álvarez mô tả khoa học đầu tiên năm 1982.